# Balatonszepezd
Balatonszepezd är ett samhälle i provinsen Veszprém i Ungern. Balatonszepezd ligger i distriktet Balatonfüred och har en area på 25,06 km². År 2019 hade Balatonszepezd totalt 364 invånare.